# PZL I-22 Iryda
Le PZL I-22 Iryda est un avion d'entraînement polonais construit par Państwowe Zakłady Lotnicze.

## Histoire
En 1976 Instytut Lotnictwa (Institut d'Aviation  en polonais) commence les travaux sur le projet d'avion d'entraînement pour remplacer les TS-11 Iskra. Le projet initial a été terminé en 1978 et approuvé en 1980. Deux ans plus tard à Mielec commence la construction de prototypes. L'avion équipé de moteurs PZL-5 décolle pour la première fois le 3 mars 1985. Le 22 décembre 1992 est essayée la version M93K équipée de moteurs PZL K-15, et le 24 avril 1994 s'envole la version M93V propulsée par des réacteurs Rolls-Royce Viper 545. En mai 1994. Les premiers exemplaires sont livrés l'an suivant. L'Iryda reçoit l'avionique Sagem. En 1997 voit le jour la version M96 équipée de volets Fowler, son empennage est modifié et l'avionique est réalisée  par Sextant Avionique. L'avion ainsi modifié prend l'air pour la première fois le 16 août 1997.

## En service
Le 58e régiment d'entraînement aérien utilisait les Iryda entre 1992 et 1996.

## Description technique
Le PZL i-22 Iryda est un biréacteur, biplace, à aile haute. Son fuselage a une structure semi-monocoque  tout en métal. L'avion est équipé d'un train d'atterrissage escamotable. Son apparence est très similaire à celle de l'avion d'entraînement Alpha Jet.

## L'Iryda aujourd'hui
Il est encore possible de nos jours d'admirer les derniers exemplaires de cet appareil dans plusieurs endroits en Pologne.
- L'avion immatriculé 301 a été transféré en 2006 à l'Institut Technique de l'Armée de l'Air (en polonais Instytut Techniczny Wojsk Lotniczych) à Varsovie. C'est l'unique Iryda en état de vol (2006).
- L'avion immatriculé 204 est exposé au Musée de l'Armée polonaise  à Varsovie.
- L'avion immatriculé 202 se trouve à l'aéroport de Radom-Sadków.
- L'avion immatriculé 0304 est exposé au musée de Kutno-Sklęczki.
- L'avion immatriculé 0302 est exposé au musée des armes à Witoszowo Górne.
- L'avion immatriculé 0104 se trouve à l'École Supérieure des Officiers de l'Armée de L'Air à Dęblin.
- L'avion immatriculé 0406 se trouve au Centre de formation des pompiers à Częstochowa.
- Les avions immatriculés 0105 et 0306 se trouvent devant L'École Supérieure à Chełm.